# Sociálně demokratické shromáždění
Sociálně demokratické shromáždění (francouzsky Rassemblement social démocratique, RSD) je politická strana v Nigeru. Předsedou strany je Amadou Cheiffou.

## Historie
Stranu založil v lednu 2004 Amadou Cheiffou poté, co se odtrhl od Demokratické a sociální konvence (CDS). Nově založená strana uspěla při komunálních volbách konaných v červenci 2004. Během všeobecných voleb v témže roce byl Cheiffou kandidátem této strany na funkci prezidenta. Během prvního kola prezidentských voleb získal 6,35 % a umístil se na čtvrtém místě. Do druhého kola podpořil kandidáta Národního hnutí pro rozvoj společnosti (MNSD) Mamadoua Tandju, který ve druhém kole uspěl. V parlamentních volbách získala RSD 7,1 % hlasů a obsadila 7 ze 113 křesel v Národním shromáždění.
V květnu 2009 jako jedna z mála politických stran podpořila snahu prezidenta Tandjy o vyhlášení referenda o prodloužení prezidentského funkčního období. Následné parlamentní volby v roce 2009 většina opozičních stran bojkotovala. RSD v nich získala 16 % hlasů, které ji zajistily 15 mandátů v Národním shromáždění. Během všeobecných voleb v roce 2011 byl Cheiffou opět kandidátem RSD na funkci prezidenta. Ve volbách získal 4 % hlasů a skončil pátý z deseti kandidátů. V parlamentních volbách RSD ztratila všechna křesla, neboť získala pouze 1,8 % hlasů. Ve stejném roce vytvořila spojenectví s dalšími 32 politickými stranami a skupinami, které se spolu dohodly na společných principech a vstoupily do vlády nově zvoleného prezidenta Mahamadoua Issoufoua z Nigerské strany pro demokracii a socialismus (PNDS).
Ve všeobecných volbách v roce 2016 Cheiffou opět kandidoval na funkci prezidenta. Získal 1,8 % hlasů a skončil osmý. RSD v parlamentních volbách získala čtyři křesla v Národním shromáždění. Ve volbách v roce 2020 získala RSD v Národním shromáždění jediné křeslo.